# Runtastic
adidas Runtastic, anteriormente Runtastic, es una empresa digital de fitness que combina el ejercicio físico tradicional con la tecnología de aplicaciones móviles, el servicio de redes sociales y elementos de gamificación como respuesta al movimiento Quantified Self. La empresa desarrolla aplicaciones de rastreo de actividades físicas y ofrece servicios como el registro de entrenamientos, el análisis de datos y la comparación de estadísticas de usuarios, entre otros, para fomentar hábitos saludables.
El 5 de agosto de 2015, la empresa alemana adidas compró Runtastic por 220 millones de euros (240 millones de dólares).
El 25 de septiembre de 2019, Runtastic pasó a llamarse oficialmente adidas Runtastic.

## Historia
La idea inicial surgió a raíz de un proyecto en la Universidad de Ciencias Aplicadas de Alta Austria en el que se desarrolló una aplicación para el rastreo de barcos. Dado que el grupo objetivo era muy reducido, los fundadores decidieron centrarse en otras actividades más populares como el running, el ciclismo y las caminatas. Posteriormente, Florian Gschwandtner, Christian Kaar, René Giretzlehner y Alfred Luger fundaron la empresa Runtastic en octubre de 2009 en Pasching, Alta Austria.
En agosto de 2015, se anunció que adidas había adquirido Runtastic por 220 millones de euros (240 millones de dólares), incluida la participación del 50,1% que Axel Springer compró en la empresa en 2013, convirtiendo a la marca alemana en única accionista de Runtastic.
A principios de 2019, Runtastic se apartó de la estrategia multiplataforma para centrarse en el desarrollo de sus dos aplicaciones principales. En septiembre de ese mismo año, se cambiaron el diseño y el nombre de las aplicaciones. La app Runtastic pasó a llamarse “adidas Running” y la app “Results” recibió el nombre de “adidas Training”.

## Productos
La empresa ofrece soluciones de rastreo optimizadas para recopilar, gestionar y analizar los datos de actividades deportivas, así como contenido sobre el deporte y la salud.

### Aplicaciones
adidas Runtastic ofrece dos aplicaciones para hacer un seguimiento de las actividades al aire libre y en interiores: adidas Running y adidas Training. Actualmente, las aplicaciones están disponibles en 10 idiomas, para cubrir una buena parte del mercado global. Tanto adidas Running como adidas Training son gratuitas, pero la empresa también ofrece un servicio Premium de pago con el que los usuarios pueden tener acceso ilimitado a todo el contenido: estadísticas más detalladas, planes de entrenamiento, objetivos personalizados, ajustes avanzados, etc. 

## Recepción y Crítica
La amplia difusión de dispositivos móviles con múltiples funcionalidades ha creado, en general, una respuesta positiva a los productos que hacen buen uso de todas las funcionalidades adicionales (seguimiento por GPS, registro de audio y vídeo, sincronización por web, conexión con redes sociales, etc.). Ejemplo de ello son varias de las reseñas que se han hecho sobre los productos de la empresa en artículos de plataformas como The Verge, TechCrunch, VentureBeat, o The Next Web.